# Forus
Forus - Fondi Rustici S.p.A. era una azienda italiana che operava nel settore immobiliare, agricolo e turistico. Inizialmente del gruppo IRI-Sofin, poi dal 1991 del gruppo IRI-Iritecna.

## Storia
Nata il 13 luglio 1962 per lo sviluppo delle attività immobiliari acquisisce subito 450 ettari di terreno della tenuta agricola di Maccarese. Negli anni ottanta è impegnata a promuovere il turismo nel sud Italia. Nel 1991 insieme a SoGEA SpA acquista il controllo di Maccarese SpA. Nel 1992 viene posta in liquidazione. Nel 1998 viene acquistata da Edizione Holding (che ne rileva i 460 ettari) per 93 miliardi di lire, insieme a Sogea.